# Jan Marek z Aldringenu
Jan IV. Marek hrabě z Aldringenu nebo též z Altringenu (německy Johannes Marcus Graf von Altringen, Johann Mark nebo Johann Max Altringen, 5. listopadu 1592, Lucemburk – 3. února 1664, Seckau im Murtal) byl německý šlechtic z rodu Aldringenů. Působil jako římskokatolický duchovní, kníže-biskup diecéze sekavské.

## Život
Narodil se v Lucemburku jako syn Linharta z Aldringenu a jeho manželky Markéty Klautové. Měl bratry Jana z Aldringenu (1588-1634), který sloužil jako generál císařské armády za třicetileté války a Pavla z Aldringenu, který byl duchovním ve Štrasburku a sestru Annu Marii (1608–1661 v Praze), provdanou za Jeronýma z Clary (1605-1671).
Jan Marek z Altringenu studoval v Kolíně nad Rýnem. Od roku 1628 byl komorníkem (konsistorním ředitelem) v Salcburku a od roku 1629 kanovníkem v Olomouci a poté byl 25. srpna 1633 jmenován biskupem sekavským. Biskupské svěcení přijal 28. srpna téhož roku z rukou salcburského arcibiskupa Parida z Lodronu, za přítomnosti kardinála Guidobalda z Thun-Hohensteinu. 
Po smrti svého bratra v roce 1643 zdědil knihovnu vévodů z Mantovy, kterou uloupil. Ta vytvořila základ pro diecézní knihovnu v Sekavě.
Dne 17. ledna 1660 sepsal závěť, v níž stanovil, že jeho soukromá knihovna má být začleněna do diecézní knihovny.